# Evangelisk-lutherska kyrkan i Kungariket Nederländerna
Evangelisk-lutherska kyrkan i Kungariket Nederländerna (de Evangelisch-Lutherse Kerk in het Koninkrijk der Nederlanden) var ett nederländskt trossamfund som existerade mellan 1818 och 2004. 
Kyrkan hade endast 20 000 medlemmar när den, den 1 maj 2004, gick samman med Nederländska reformerta kyrkan och Reformerta kyrkan i Nederländerna och bildade Nederländernas Protestantiska Kyrka.
De första lutherska församlingarna i Nederländerna bildades på 1500-talet men man samlades inte i en nationell kyrka förrän 1818. 
Amsterdam har alltid varit centralorten för de holländska lutheranerna. De flesta av dem härstammar från tyska eller nordiska köpmän och den lutherska kyrkan i landet har alltid varit förhållandevis liten. Den lutherska kyrkan hör också till de mest liberal-teologiska i landet. Man var bland de första att ordinera kvinnor och utövande homosexuella.